# Mark Rylance
Sir David Mark Rylance Waters (Ashford, 18 januari 1960) is een Britse acteur en theaterregisseur. Hij is vooral bekend van zijn vertolkingen in de miniserie Wolf Hall (2015) en de film Bridge of Spies (2015).

## Biografie
David Mark Rylance Waters werd in 1960 in Ashford (Engeland) geboren als de zoon van Anne Skinner en David Waters, die beide leerkrachten Engels waren. In 1962 verhuisde het gezin naar Connecticut en zeven jaar later naar Wisconsin. Zijn vader onderwees Engels aan de University School of Milwaukee waar hij zelf een leerling was.
Aan het begin van zijn acteercarrière nam hij de artiestennaam Mark Rylance aan omdat er al iemand bij de vakbond was aangesloten met de naam Mark Waters. Hij studeerde in Londen aan de Royal Academy of Dramatic Art. In 1980 werkte hij in het Citizens' Theatre van Glasgow voor het eerst mee aan een professionele theatervoorstelling. In 1982 en 1983 trad hij op met het Royal Shakespeare-theatergezelschap.
Vanaf 1988 vertolkte hij meer dan een jaar lang Hamlet in een productie die doorheen Ierland en Groot-Brittannië trok. Nadien was de voorstelling ook twee jaar te zien in de Verenigde Staten. In 1990 richtte Rylance samen met zijn echtgenote Claire van Kampen de theatervereniging Phoebus' Cart op. Het daaropvolgende jaar toerde de vereniging met het toneelstuk The Tempest.
Na de eeuwwisseling kende Rylance succes met zijn vertolkingen in The Grass Arena, Much Ado About Nothing, Boeing Boeing en Jerusalem. Voor die laatste twee toneelstukken won Rylance telkens een Tony Award. Na zijn hoofdrol in het Shakespeare-toneelstuk Twelfth Night mocht hij de prijs in 2014 voor de derde keer in ontvangst nemen.
In 2005 kroop hij in de huid van wapenexpert David Kelly in de tv-film The Government Inspector. Voor zijn acteerprestatie werd hij beloond met een BAFTA Award. In 2015 vertolkte hij Thomas Cromwell in Wolf Hall. Voor zijn rol in de miniserie, die gebaseerd was op de romans Wolf Hall en Bring Up the Bodies van Hilary Mantel, werd hij genomineerd voor een Golden Globe.
In 1987 maakte de toen 27-jarige Rylance zijn filmdebuut met de musical Hearts of Fire van regisseur Richard Marquand. In de daaropvolgende jaren was hij te zien in onder meer Prospero's Books (1991), Intimacy (2001), The Other Boleyn Girl (2008) en The Gunman (2015). In 2015 werkte hij voor het eerst samen met regisseur Steven Spielberg. Rylance kroop voor het historisch drama Bridge of Spies in de huid van de Sovjet-spion Rudolf Abel. Het leverde hem een Oscar op voor beste mannelijke bijrol en een tweede Golden Globe-nominatie.

## Prijzen

### Tony Award
- 2008 – Beste acteur in een toneelstuk: Boeing Boeing
- 2011 – Beste acteur in een toneelstuk: Jerusalem
- 2014 – Beste acteur in een toneelstuk: Twelfth Night

### BAFTA Award
- 2005 – Beste televisieacteur: The Government Inspector

### Academy Awards
- 2016 – Beste mannelijke bijrol: Bridge of Spies

## Filmografie

### Film
- Hearts of Fire (1987)
- Prospero's Books (1991)
- Institute Benjamenta (1995)
- Angels and Insects (1995)
- Intimacy (2001)
- The Other Boleyn Girl (2008)
- Blitz (2011)
- Anonymous (2011)
- Days and Nights (2014)
- The Gunman (2015)
- Bridge of Spies (2015)
- The BFG (2016)
- Dunkirk (2017)
- Ready Player One (2018)
- Waiting for the Barbarians (2019)
- The Trial of the Chicago 7 (2020)
- Don't Look Up (2021)
- The Outfit (2022)
- Bones and All (2022)

### Televisie (selectie)
- Wallenberg: A Hero's Story (1985) (tv-film)
- The Government Inspector (2005) (tv-film)
- Bing (2014–2015) (78 afleveringen)
- Wolf Hall Seizoen 1(2015) (6 afleveringen)
- Wolf Hall Seizoen 2 (2024) 6 afleveringen